# ناحية مرورة
ناحية مروارة هي إحدى مناطق ولاية كونار في شمال شرق أفغانستان. يبلغ عدد سكان هذه المنطقة حوالي 22,270 نسمة.